# Ronde van Italië 2024/Achttiende etappe
De achttiende etappe van de Ronde van Italië 2024 vond plaats op 23 mei. Deze etappe werd al sprintend beslist en gewonnen door Tim Merlier. Het was de tweede etappezege van de Belg die in 2024 reed bij Soudal Quick-Step.

## Uitslagen
| Fiera di Primiero – Padua (171 km) |                       |                        |          |
| Plaats                             | Naam                  | Ploeg                  | tijd     |
| Winnaar                            | Tim Merlier           | Soudal Quick-Step      | 3u45'44" |
| 2                                  | Jonathan Milan        | Lidl-Trek              | z.t.     |
| 3                                  | Kaden Groves          | Alpecin-Deceuninck     | z.t.     |
| 4                                  | Alberto Dainese       | Tudor Pro Cycling Team | z.t.     |
| 5                                  | Stanisław Aniołkowski | Cofidis                | z.t.     |
| 6                                  | Fernando Gaviria      | Movistar Team          | z.t.     |
| 7                                  | Madis Mihkels         | Intermarché-Wanty      | z.t.     |
| 8                                  | Caleb Ewan            | Team Jayco AlUla       | z.t.     |
| 9                                  | Davide Ballerini      | Astana Qazaqstan Team  | z.t.     |
| 10                                 | Sebastián Molano      | UAE Team Emirates      | z.t.     |
|                                    |                       |                        |          |
| 17                                 | Tim van Dijke         | Visma \| Lease a Bike  | z.t.     |

| Algemeen klassement |                   |                                 |            |
| Plaats              | Naam              | Ploeg                           | Tijd       |
| Roze trui           | Tadej Pogačar     | UAE Team Emirates               | 67u17'02"  |
| 2                   | Daniel Martínez   | BORA-hansgrohe                  | + 7'42"    |
| 3                   | Geraint Thomas    | INEOS Grenadiers                | + 8'04"    |
| 4                   | Ben O'Connor      | Decathlon AG2R La Mondiale Team | + 9'47"    |
| 5                   | Antonio Tiberi    | Bahrain-Victorious              | + 10'29"   |
| 6                   | Thymen Arensman   | INEOS Grenadiers                | + 11'10"   |
| 7                   | Romain Bardet     | Team dsm-firmenich PostNL       | + 12'42"   |
| 8                   | Einer Rubio       | Movistar Team                   | + 13'33"   |
| 9                   | Filippo Zana      | Team Jayco AlUla                | + 13'52"   |
| 10                  | Jan Hirt          | Soudal Quick-Step               | + 14'44"   |
|                     |                   |                                 |            |
| 30                  | Mauri Vansevenant | Soudal Quick-Step               | + 1u15'45" |

## Opgaven
De Italiaan Christian Scaroni van Astana Qazaqstan Team startte deze achttiende etappe niet. Scaroni droeg in de 17e etappe de blauwe trui als tweede in het bergklassement omdat de leider Tadej Pogačar al rondreed in de leiderstrui.
1e etappe ·
2e etappe ·
3e etappe ·
4e etappe ·
5e etappe ·
6e etappe ·
7e etappe ·
8e etappe ·
9e etappe ·
10e etappe ·
11e etappe ·
12e etappe ·
13e etappe ·
14e etappe ·
15e etappe ·
16e etappe ·
17e etappe ·
18e etappe ·
19e etappe ·
20e etappe ·
21e etappe
Startlijst · Eindstanden · Afbeeldingen